# Història de València
|  | Per la història del País Valencià, vegeu Història del País Valencià. |

La Història de València descriu l'esdeveniment històric de la ciutat de València. Per major informació sobre un període concret, consulteu els articles principals.

## Orígens

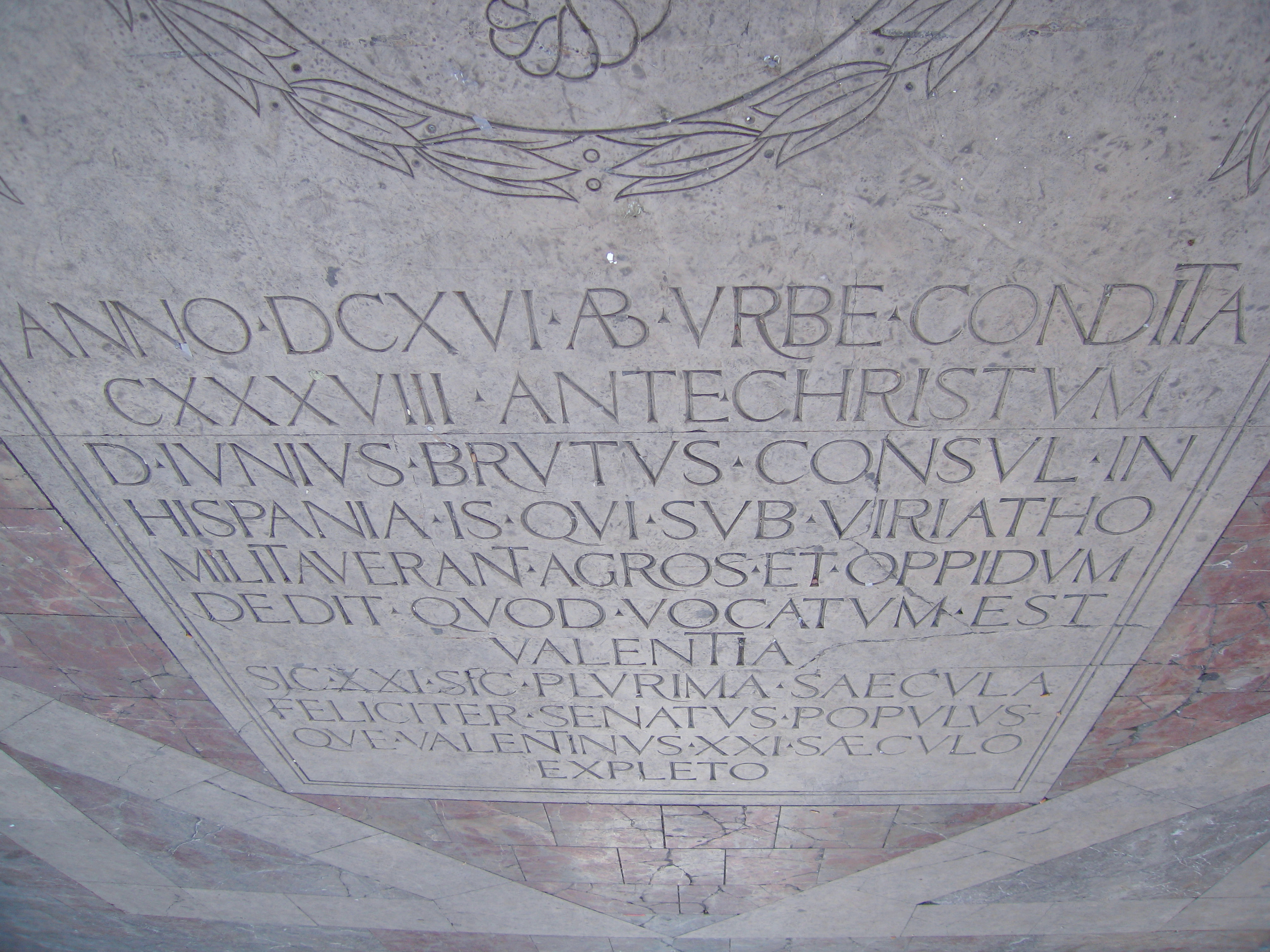
Plaça de la Mare de Déu. Inscripció de Titus Livi sobre la fundació de Valentia

La Ciutat de València fou fundada pels romans el 138 aC amb el nom de Valentia Edetanorum sobre una de les illes que formava el riu Túria en la seua pantanosa desembocadura. Valentia era la primera ciutat dels voltants fundada sobre el pla. Des de mitjan segle I Valentia iniciava una llarga etapa de desenvolupament, caracteritzada pel creixement urbà, l'afluència de nous colons, i l'engrandiment de l'urbs per mitjà de la construcció de grans edificis públics.
Però a la segona meitat del segle iii, de manera paral·lela a la resta de l'Imperi, Valentia va travessar una etapa de crisi que va marcar l'inici d'un llarg període de decadència. Des de mitjan segle iv va poder existir una comunitat cristiana a la ciutat conformada entorn de la memòria del Sant Vicent Màrtir, martiritzat ací l'any 304.
Un segle després, a causa de les primeres onades de pobles germànics i pel buit de poder deixat per l'Administració imperial, l'Església va assumir les regnes de la ciutat. La invasió romana d'Orient del sud-oest de la península, al 554, marca el final del període romà a València. Després de l'expulsió dels romans d'Orient al 625 s'inicia una etapa fosca, mal coneguda per la història i a penes documentada per l'arqueologia, que sembla testimoniar un to de vida urbana molt baix.

## Època musulmana

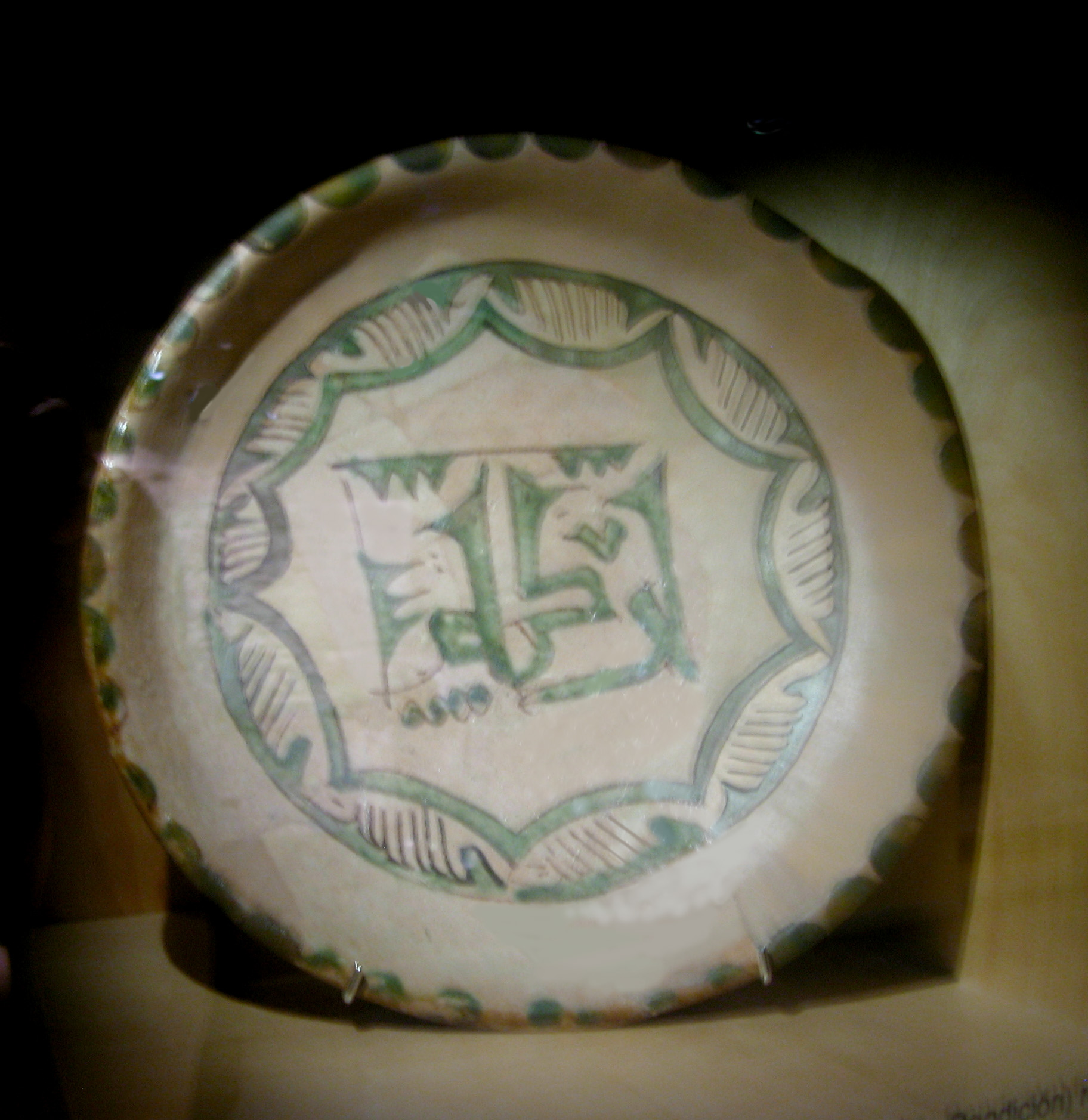
Plat de ceràmica àrab (s. XII), procedent de les excavacions de la Cripta Arqueològica de Sant Vicent Màrtir

Després de la conquesta musulmana de l'any 711, i seguint la tònica anterior, la primera etapa de domini musulmà constituïx un període fosc per a Balànsiya, del qual a penes en tenim referències. Segurament, després de segles de decadència i descomposició de l'Imperi Romà, a causa de les invasions bàrbares, la ciutat devia estar molt despoblada. A l'època califal Balànsiya va iniciar el camí de la recuperació urbana per mitjà de la construcció d'un primer perímetre d'horta a l'actual barri del Carme i la remodelació de l'antiga àrea episcopal visigoda ––a l'entorn de la catedral–– per a convertir-lo en un soc vinculat a la residència del governador.
Però el vertader auge de la ciutat va començar amb l'aparició de la Taifa de València. La ciutat va créixer, i en temps del rei Abd-al-Aziz ibn Àmir s'hi va edificar una nova muralla (s.XI), de la qual encara es conserven restes per tot Ciutat Vella, especialment al barri del Carme. Nombroses troballes arqueològiques testimonien l'auge assolit per la ciutat en este moment.
Amb una sèrie d'invasions nord-africanes i un interregne breu amb l'ocupació de la ciutat pel mercenari castellà Rodrigo Díaz de Vivar, la ciutat i la seua taifa es debilitaren fins al 1238, moment en el qual fou conquerida per Jaume I.

## La Conquesta

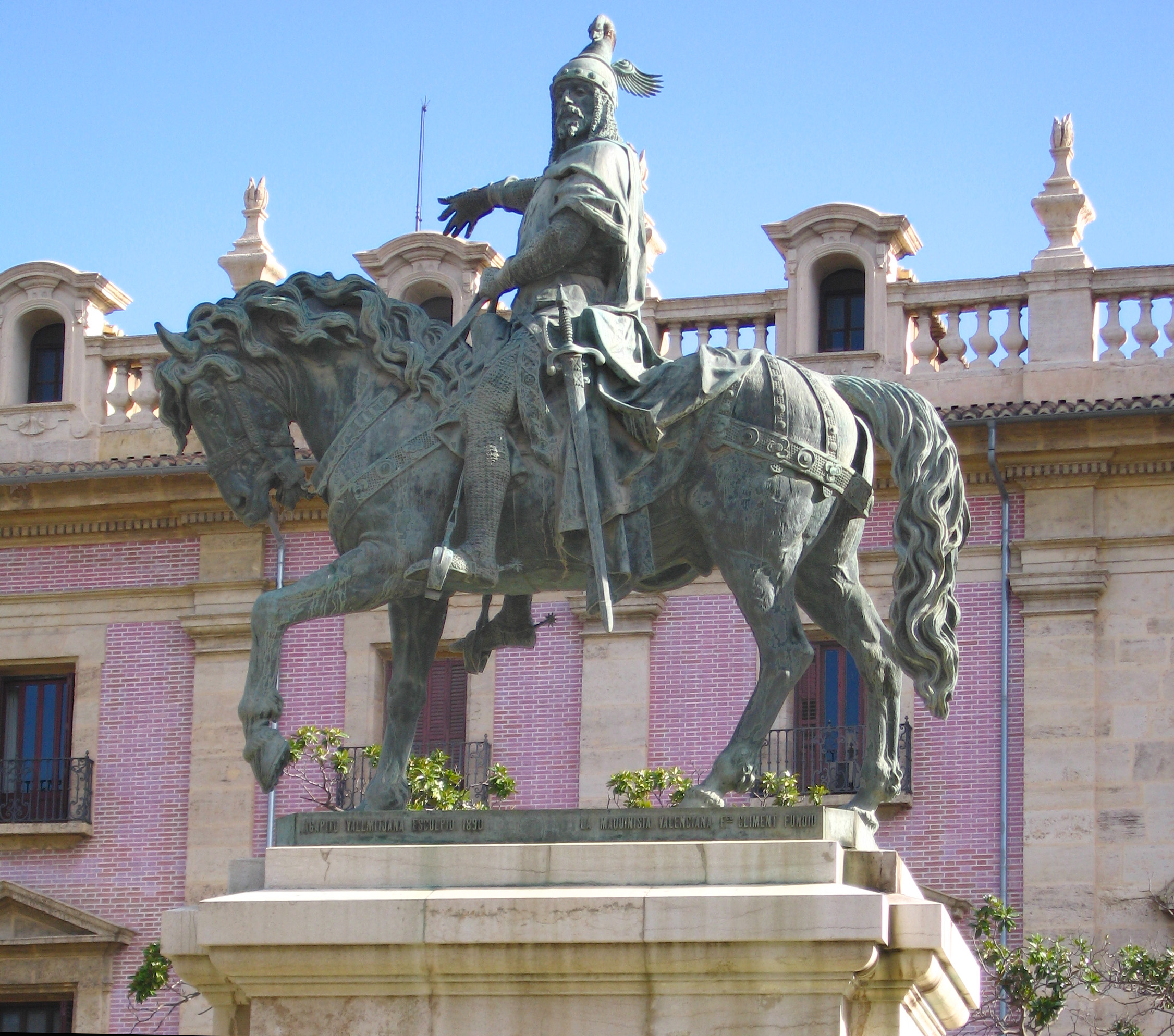
Jaume I, fundador del Regne de València.

Durant les primeres dècades del segle xiii la ciutat es va fortificar davant de la imminència de l'avanç feudal de la reconquesta dels regnes cristians peninsulars. Les fonts cristianes la descriuen com una urbs populosa, rodejada per una feraç horta.
Després de posposar la conquesta, finalment, i després d'altres campanyes al Nord de València, es va conquerir El Puig el 1237, des d'on es planificaria la conquesta de València. Finalment, l'entrada a la Ciutat de València del rei aragonès Jaume I, el 9 d'octubre de 1238, va posar fi a cinc segles de cultura musulmana, però aquesta va deixar una sòlida empremta a la ciutat i al territori valencià. La conquesta de València va adquirir categoria de croada pel Papa, i la seua caiguda va ser celebrada arreu d'Europa.

## Segle XIV

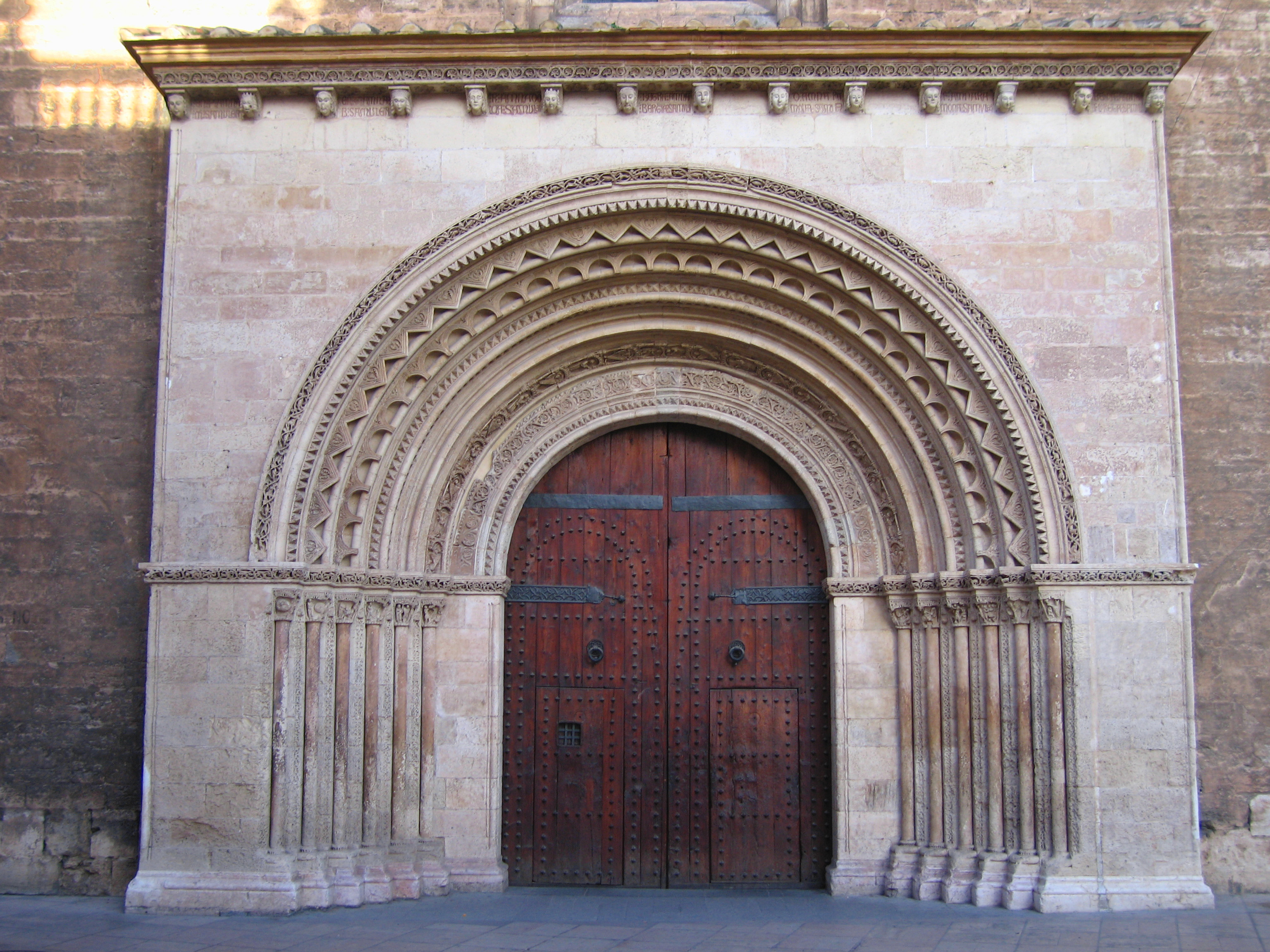
Porta romànica de la Seu. Primer monument cristià de la ciutat després de la Reconquesta.

Al segle xiv València va renàixer com a capital del Regne de València i ciutat cristiana després de cinc segles de domini musulmà. Després de la victòria cristiana, la població musulmana va ser expulsada i la ciutat repartida entre aquells que havien participat en la conquesta, de la qual cosa queda testimoni en el Llibre del Repartiment. Jaume I va atorgar a la ciutat unes noves lleis, els Furs, que anys després va fer extensives a tot el regne de València. Començava així una nova etapa, de la mà d'una nova societat i d'una nova llengua, que va establir les bases del poble valencià tal com el coneixem avui.
La ciutat va passar per greus compromisos al segle xiv. D'una banda, la pesta negra de 1348; d'una altra, els conflictes entre les tres comunitats, cristiana, jueva i musulmana. També s'hi feia notar el creixent conflicte entre la pagesia i la noblesa amb la Revolta de la Unió.

## l'Època d'Esplendor

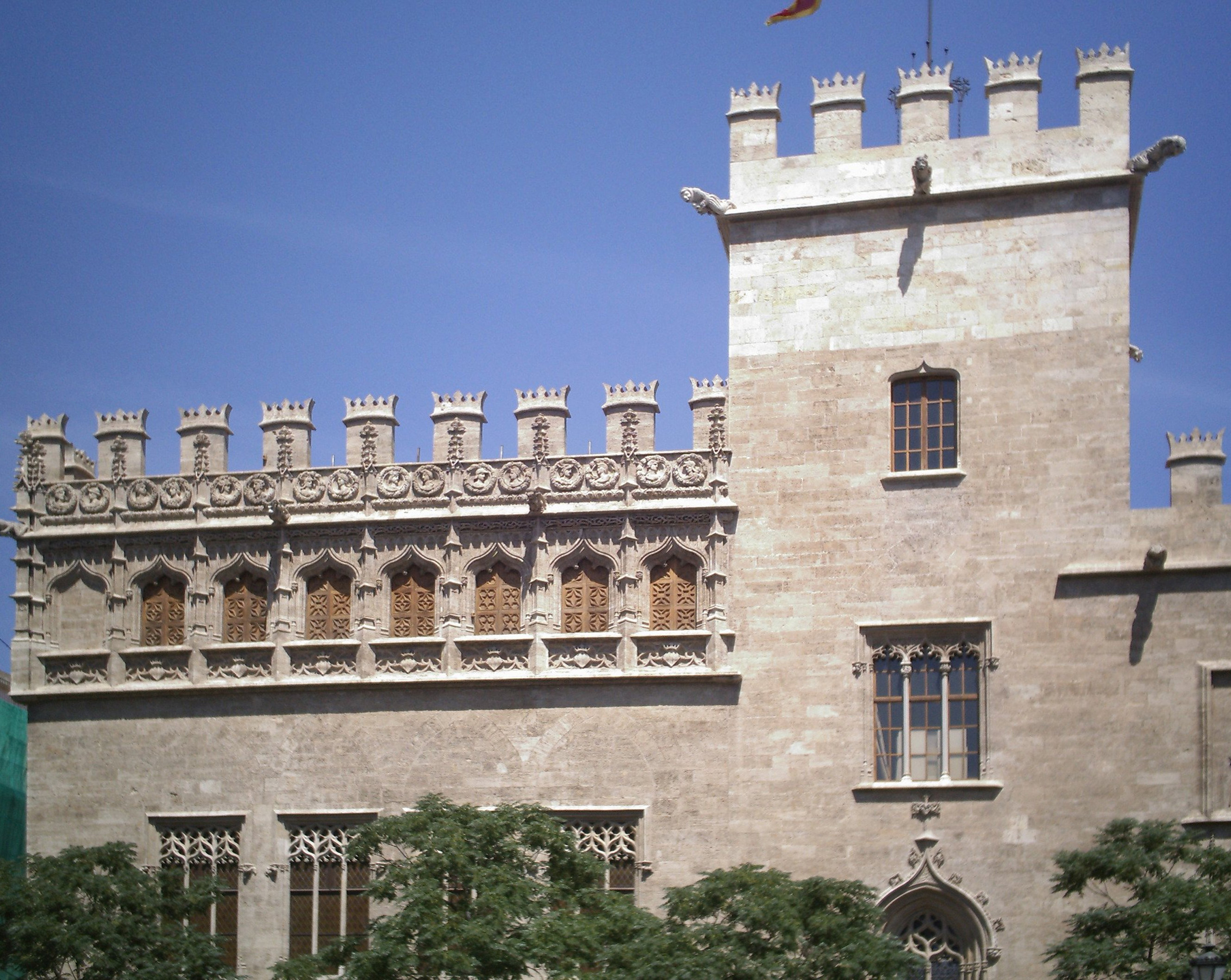
Llotja de la Seda

Al segle xv València va viure una etapa de gran desenvolupament econòmic i esplendor cultural i artístic. Es va crear la Taula de Canvis i Depòsits, una banca municipal en suport de les operacions comercials, la indústria local —que tenia els teixits al capdavant— va aconseguir un gran desenrotllament, i la ciutat es va convertir en un empori comercial al qual acudien mercaders de totes les parts d'Europa. A l'acabament del segle es va construir la Llotja de la Seda, centre de transaccions i un verdader temple del comerç.
Aquest auge econòmic té el seu reflex en el pla artístic i cultural. S'alcen ara alguns dels edificis més emblemàtics de la ciutat, com les Torres de Serrans (1392), la Llotja (1482), el Micalet o la capella dels Reis del convent de Sant Doménec. En pintura i escultura es deixen sentir les tendències flamenques i italianes en artistes com Lluís Dalmau, Gonçal Peris o Damià Forment. En literatura, sota la protecció de la cort d'Alfons el Magnànim florix la producció escrita, de la mà d'autors com ara Ausiàs March, Roïç de Corella o Isabel de Villena. Cap al 1460 Joanot Martorell escriu el Tirant lo Blanch, una innovadora novel·la de cavalleria que va influir en nombrosos autors posteriors, des de Cervantes a Shakespeare.

## València a l'Imperi Espanyol

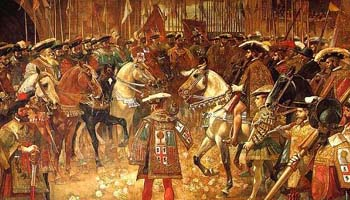
La pau de les Germanies, oli sobre llenç, per Marcelino Unceta.

Al segle xvi València va perdre la posició hegemònica en l'economia espanyola a causa del descobriment d'Amèrica. L'entrada de València en l'època moderna va estar marcada per la revolta de les Germanies, una vertadera guerra civil que va enfrontar la societat valenciana. Finalment van ser derrotades i els seus líders passats per les armes, de manera que hi hagué una severa repressió.
Mentrestant, la Inquisició desenvolupà una persecució dels jueus conversos de la ciutat. Les idees humanistes i els corrents estètics renaixentistes que bullen a Europa van arribar a València però van ser cultivats tan sols dins el restringit cercle cortesà. Aquest segle fou el principi d'un procés de castellanització, especialment encoratjat per la cort virregnal de Germana de Foix.

## Seglexvii

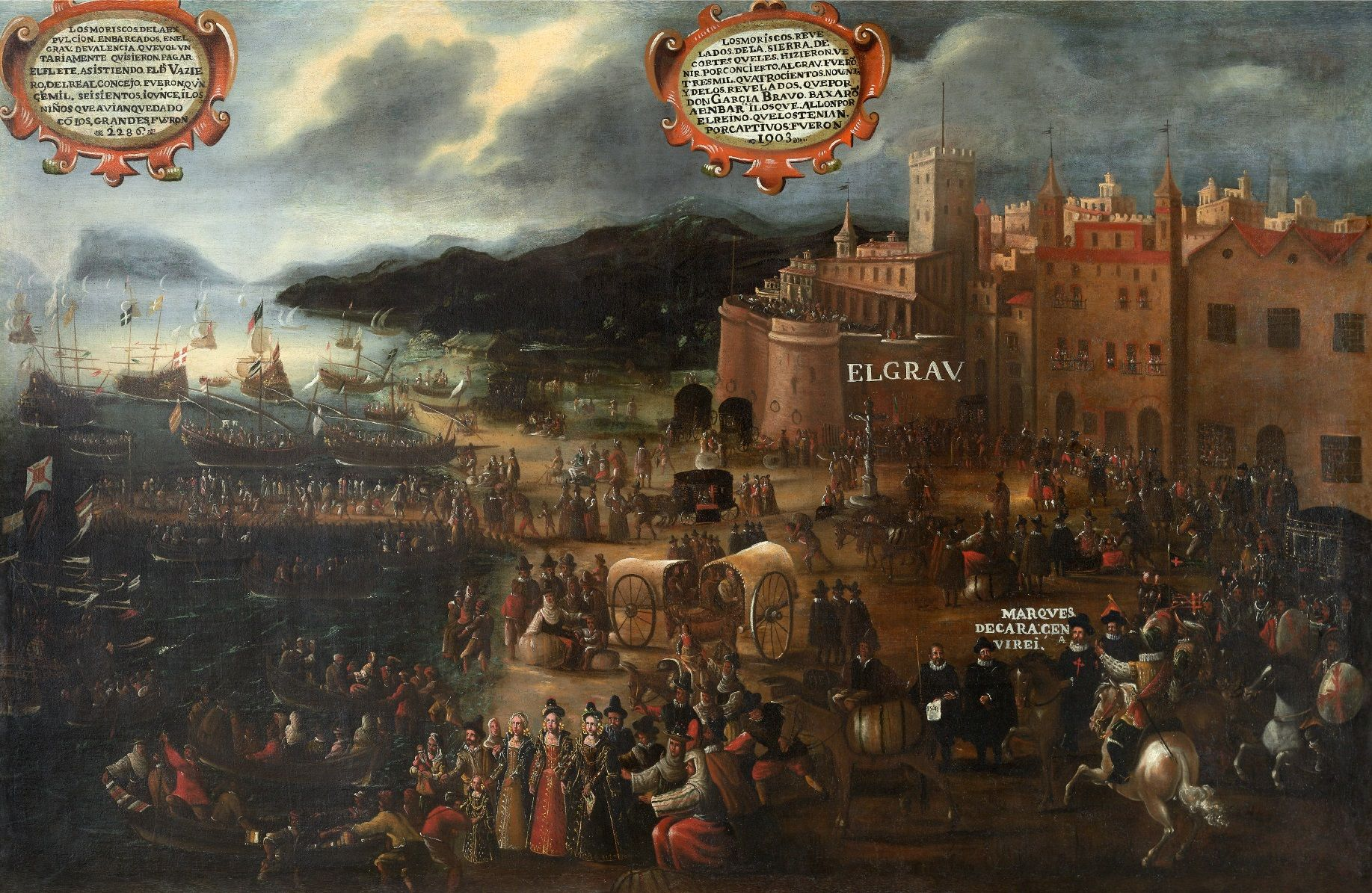
Expulsió dels moriscs des del Grau de València.

El 1609 es va promulgar el decret d'expulsió dels moriscos i el Grau va ser un dels ports pels quals es van embarcar per a ser traslladats al nord d'Àfrica. En realitat, l'impacte directe de l'expulsió va ser escàs a la ciutat de València, però va afectar sensiblement les rendes de molts nobles, la majoria dels residents a la capital.
El segle xvii es va caracteritzar pel reforçament de les tendències absolutistes de la monarquia. Això va produir l'any 1633 l'alçament dels llauradors de l'horta que protestaven pel que consideraven imposts abusius. Els sublevats van arribar a posar setge a València, la qual cosa va obligar a prendre les armes als seus habitants. A açò es van afegir successives epidèmies de pesta que van reduir la població en un terç, i una calamitosa riuada del Túria el 1651. L'economia es va mantindre estancada quasi tota la centúria.

## La instauració borbònica. Seglexviii
A la mort sense descendència de Carles II es va produir un conflicte dinàstic que va desembocar en la Guerra de Successió. Després de la coronació de Felip V de Borbó el 1701, València es va mantindre lleial al nou monarca fins a l'arribada a la ciutat de tropes de l'arxiduc Carles d'Àustria el 1705. L'arxiduc va ser reconegut com a rei, però el seu regnat a penes va durar uns mesos. El 25 d'abril de 1707 les tropes borbòniques derrotaven les austracistes en la batalla d'Almansa.
Després de la seua victòria, Felip V decretava la nova planta, que abolí els Furs i imposà les lleis i costums de Castella. El govern municipal va ser transformada i els càrrecs van deixar de ser electius. Des d'aleshores, València es va haver d'acostumar a la presència de tropes.
En l'àmbit econòmic, durant el segle xviii València va viure una etapa de recuperació recolzada en la manufactura de teixits de seda i diverses activitats industrials, com la taulelleria. El XVIII va ser el segle de les idees, el segle de les llums. El pensament il·lustrat nascut a França va trobar a València un ressò fervent, i va tindre noms de reconegut prestigi europeu, com Gregori Maians o Pérez Bayer.

## Seglexix

València i els pobles dels voltants entorn del 1840.

València al segle xix va estar marcada per les repercussions de la revolució francesa. El poble valencià es va alçar en armes el 23 de maig de 1808 enardit per les arengues de personatges com el Palleter. Els amotinats van prendre la Ciutadella i van constituir una Junta Suprema de govern que es va fer càrrec de la ciutat.
Durant els anys d'invasió napoleònica els valencians van enviar els seus representants a les Corts de Cadis, on es va redactar una constitució liberal. Però al maig de 1814, Ferran VII va tornar a la península a través de València i va derogar immediatament la constitució aprovada a Cadis instaurant un règim de caràcter absolutista.
La història de València durant el regnat de Ferran VII és una etapa de conflictes entre els partidaris d'un règim absolutista i els adeptes del liberalisme. Després de la mort de Ferran VII el 1833 hi hagué anys difícils, amb enfrontaments entre liberals i republicans, i una permanent amenaça de les tropes carlines. El 1833 es van crear les províncies i es va reestructurar l'Ajuntament. El 1837 es va posar en marxa la desamortització de béns de l'Església. Amb aquests canvis València va fer un canvi qualitatiu cap a la modernitat i va millorar substancialment les infraestructures i els servicis, alhora que s'hi dugueren a terme projectes, com el del port, demandats molts anys abans. Pel que fa a l'urbanisme, València va començar a créixer de forma decidida amb l'enderroc de les muralles el 1868.
El 1873 i es va proclamar la Primera República, i enmig d'un ambient radicalitzat, es va crear el Cantó de València, el qual el govern de Madrid va ofegar la rebel·lió mitjançant les armes. Amb un colp d'estat s'acabà la república i Alfons XII va arribar a València, camí de Madrid, per ser proclamat rei.
Als anys setanta va començar a tindre força un moviment cultural de recuperació de la llengua i les tradicions valencianes, la Renaixença. En aquest segle també, les Falles començaren a adquirir importància.

## Adveniment de la República
A començament del segle xx València era una ciutat industrialitzada. Els obrers, en nombre creixent per la industrialització, van començar a organitzar-se en demanda de millors condicions de vida. A València el partit republicà de Blasco Ibáñez va obtindre un enorme suport popular, controlant el govern de la ciutat del 1901 al 1923.
La primera guerra mundial va afectar molt l'economia valenciana, i provocà una sèrie de vages. La instauració de la dictadura de Primo de Rivera l'any 1923 fou el resultat. El 1931 però es van fer eleccions locals on varen obtindre una victòria absoluta els partits republicans, i s'hi va proclamar la Segona República. El 1936 l'ajuntament va ser dissolt a favor d'una comissió gestora i es van assaltar esglésies i convents, amb una polarització entre esquerres i dretes que finalment duria a la guerra civil.
Durant la guerra València era del bàndol republicà, i el 1937 esdevingué la seua capital. La ciutat va ser intensament bombardejada per aire i per mar. El 30 de març de 1939 València es va rendir i les tropes nacionals van fer-hi la seua entrada.

## València Franquista
L'adveniment de la Dictadura va provocar un canvi radical: es van prohibir els partits polítics, es va iniciar una severa repressió ideològica, l'Administració va recuperar les competències anteriors a la guerra i l'Església va encapçalar el rearmament moral de la societat. L'autarquia econòmica va provocar una profunda crisi durant més d'una dècada. Damunt de desgràcies, el 14 d'octubre de 1957 el Túria es va desbordar en la pitjor riuada de la seua història.
Al començament dels seixanta es va iniciar la recuperació econòmica i València va viure un espectacular creixement demogràfic a causa de la immigració i l'execució d'importants obres urbanístiques i d'infraestructures. Es va posar en marxa el Pla Sud del riu Túria i la ciutat va créixer.

## Època contemporània

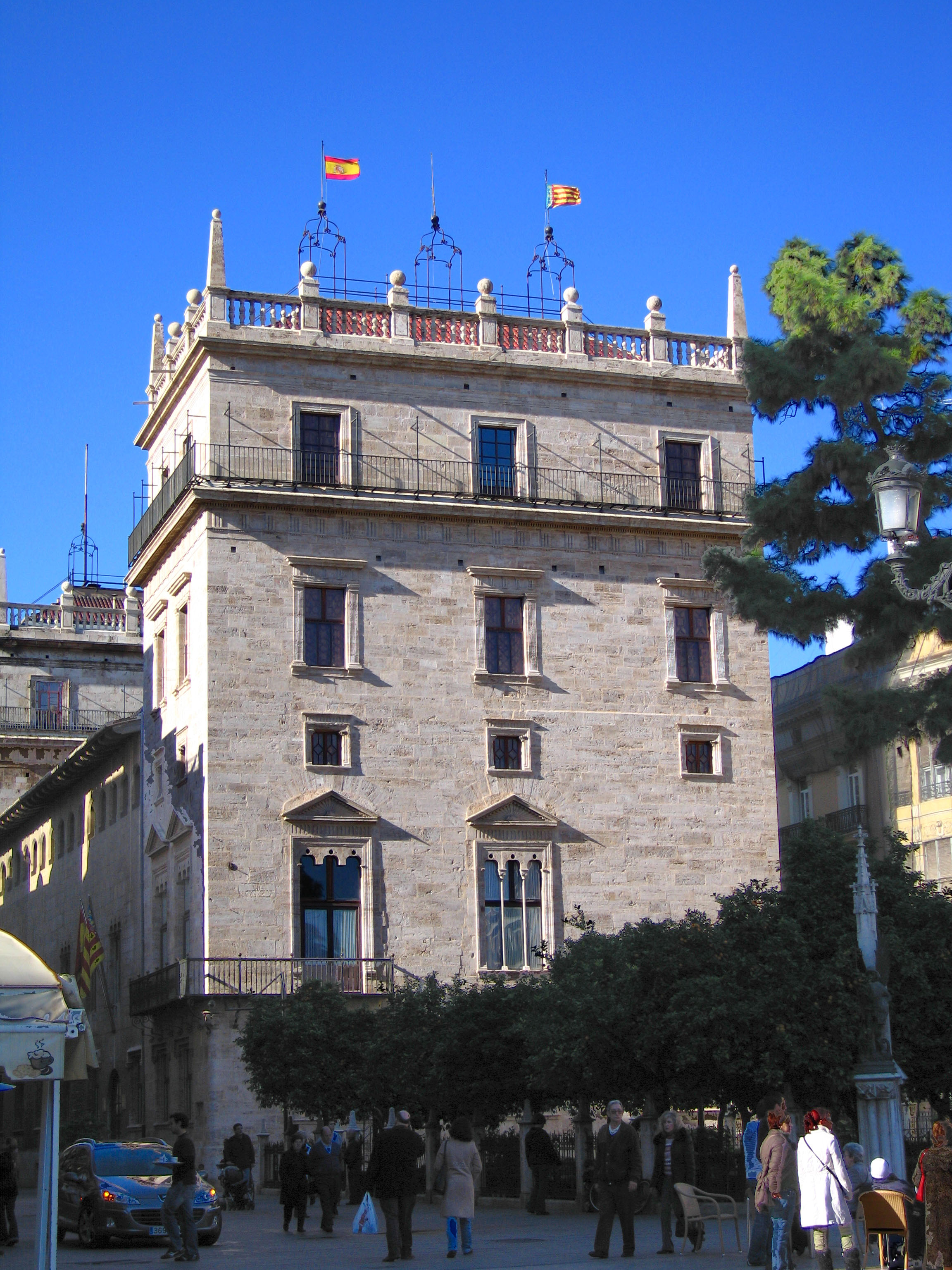
Palau de la Generalitat. Símbol de la recuperació de l'autogovern al País Valencià. Seu de la Generalitat Valenciana des del 1978

A la mort del general Franco el 1975 es va iniciar el procés de transició democràtica i el posterior de transferència de competències a la Comunitat Valenciana. Això no obstant, la nit del 23 de febrer de 1981 van estar a punt de truncar-se aquests dos per la temptativa colpista que, des de València, va liderar el capità general Milans del Bosch, afortunadament fracassada. La democràcia va propiciar la recuperació de la llengua i la cultura valenciana, encara que no es va poder evitar certa crispació social entorn dels símbols (conegut com la batalla de València)
En les dècades dels noranta i el 2000, València ha canviat de cara. Projectes emblemàtics, com el Jardí del Túria, l'IVAM, el Palau de la Música o el de Congressos, el Metro, o la Ciutat de les Arts i les Ciències, han creat una nova imatge per a la ciutat i atret cada dia més i més turistes.